# Armstrong's Barn
Armstrong's Barn was een restaurant in Annamoe in County Wicklow, Ierland, dat één Michelinster mocht ontvangen in 1978.
De keuken van het restaurant was traditioneel-Iers. Het restaurant werd geopend in 1977 en sloot de deuren in 1989. Het was gevestigd in een oude gerenoveerde boerderij van ten minste 250 jaar oud.
De chef-kok van Armstrong's Barn was Paolo Tullio